# Teoría conspirativa

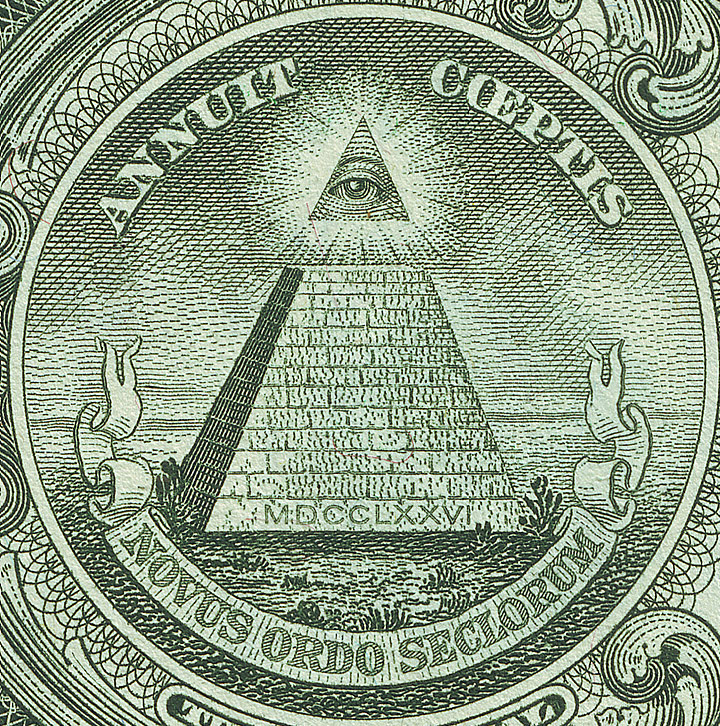
Algunos consideran que el Ojo de la providencia, que aparece en el billete de un dólar, es la prueba de una conspiración que vincula a los padres fundadores de Estados Unidos con los Illuminati.

Una teoría conspirativa es una explicación de un suceso o situación que afirma la existencia de una conspiración por parte de grupos poderosos y siniestros, a menudo de motivación política, cuando otras explicaciones son más probables. El término suele tener una connotación negativa, lo que implica que la teoría conspirativa se basa en prejuicios, convicciones emocionales o pruebas insuficientes. Una teoría de la conspiración es distinta de una conspiración; se refiere a una conspiración hipotética con características específicas, incluyendo pero no limitado a la oposición a la corriente principal de consenso entre aquellos que están calificados para evaluar su exactitud, como los científicos o historiadores.
Las teorías conspirativas tienden a ser coherentes internamente y a correlacionarse entre sí; por lo general, están diseñadas para resistirse a la falsificación, ya sea por pruebas en su contra o por falta de pruebas a su favor. Se ven reforzadas por un razonamiento circular: tanto las pruebas en contra de la conspiración como la ausencia de pruebas a favor se interpretan erróneamente como pruebas de su veracidad. Stephan Lewandowsky observa: «Esta interpretación se basa en la noción de que, cuanto más fuertes sean las pruebas en contra de una conspiración, más querrán los conspiradores que la gente crea su versión de los hechos». Como consecuencia, la conspiración se convierte en una cuestión de fe más que en algo que pueda probarse o refutarse. Los estudios han relacionado la creencia en las teorías conspirativas con la desconfianza en la autoridad y el cinismo político. Algunos investigadores sugieren que la ideación conspiracionista —creer en teorías conspirativas— puede ser psicológicamente perjudicial o patológica. Esta creencia está relacionada con la proyección psicológica, la paranoia y el maquiavelismo.
Los psicólogos suelen atribuir la creencia en teorías conspirativas a una serie de condiciones psicopatológicas como la paranoia (de ahí que también se le denomine «conspiranoia»), la esquizotipia, el narcisismo y el apego inseguro, o a una forma de sesgo cognitivo denominado «apofenia». También se ha relacionado con los llamados tipos de personalidad de la tríada oscura, cuyo rasgo común es la falta de empatía. Sin embargo, un artículo de revisión de 2020 descubrió que la mayoría de los científicos cognitivos consideran que la teoría de la conspiración es típicamente no patológica, dado que la creencia infundada en la conspiración es común tanto en culturas históricas como contemporáneas, y puede surgir de tendencias humanas innatas hacia el cotilleo, la cohesión de grupo y la religión. Una revisión histórica de las teorías de la conspiración concluía que «las pruebas sugieren que los sentimientos aversivos que experimentan las personas cuando están en crisis -miedo, incertidumbre y la sensación de estar fuera de control- estimulan una motivación para dar sentido a la situación, aumentando la probabilidad de percibir conspiraciones en situaciones sociales».
Históricamente, las teorías conspirativas han estado estrechamente vinculadas a los prejuicios, la propaganda, la caza de brujas, las guerras y los genocidios. A menudo son creídas firmemente por los autores de atentados terroristas, y fueron utilizadas como justificación por Timothy McVeigh y Anders Breivik, así como por gobiernos como la Alemania nazi, la Unión Soviética y Turquía. El negacionismo del sida por parte del gobierno de Sudáfrica, motivado por teorías conspirativas, causó unas 330.000 muertes por sida. QAnon (y su variante Pastel QAnon) y el negacionismo sobre los resultados de las elecciones presidenciales estadounidenses de 2020 provocaron el atentado del 6 de enero en el Capitolio de Estados Unidos, y la creencia en teorías de la conspiración sobre los alimentos modificados genéticamente llevó al gobierno de Zambia a rechazar la ayuda alimentaria durante una hambruna, en un momento en que tres millones de personas pasaban hambre en el país. Las teorías de la conspiración son un obstáculo importante para la mejora de la sanidad, ya que fomentan la oposición a medidas sanitarias como la vacunación y la fluoración del agua. Se han relacionado con brotes de enfermedades prevenibles mediante vacunación. Otros efectos de las teorías de la conspiración son la reducción de la confianza en las pruebas científicas, la radicalización y el refuerzo ideológico de grupos extremistas y las consecuencias negativas para la economía.
Las teorías conspirativas, antaño limitadas a un público marginal, se han convertido en algo habitual en los medios de comunicación de masas, Internet y las redes sociales, emergiendo como un fenómeno cultural de finales del siglo XX y principios del XXI. Están muy extendidas por todo el mundo y a menudo son creídas por la mayoría de la población. Las intervenciones para reducir la aparición de creencias conspirativas incluyen mantener una sociedad abierta, animar a la gente a utilizar el pensamiento analítico y reducir los sentimientos de incertidumbre, ansiedad o impotencia.

## Terminología

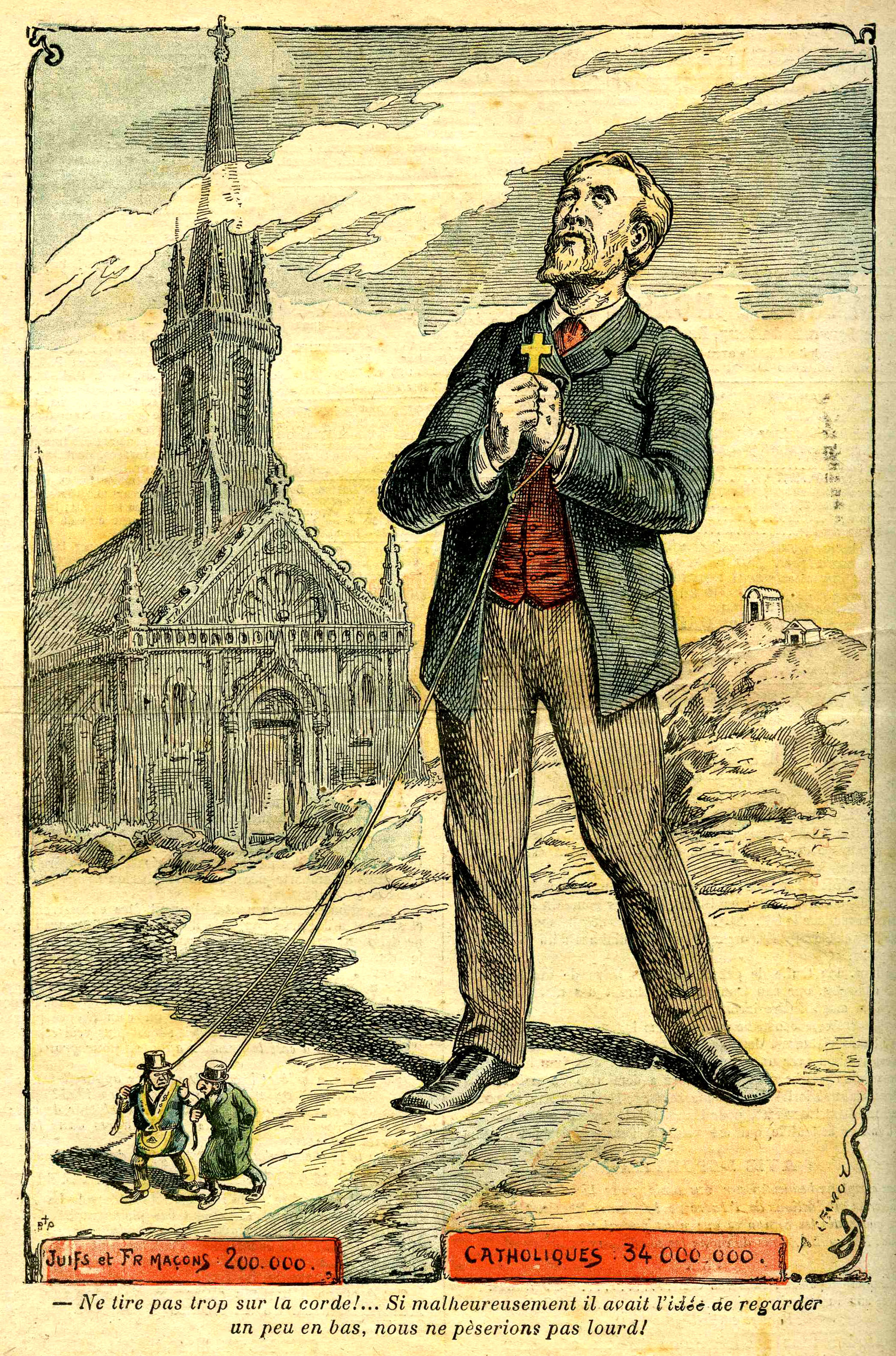
Dibujo conspiracionista antisemita y antimasónico, donde se muestra a la Francia católica conducida por judíos y francmasones.

El término «teoría conspirativa» se usa como descripción, para algunos neutral, de cualquier aseveración de conspiración. «Conspirar», en inglés, significa «unirse en secreto acuerdo con el fin de efectuar un acto ilícito o impropio o para usar tal medio para llevar a cabo un fin ilícito». En español, «conspirar» significa «unirse contra su superior o soberano, o unirse contra un particular para hacerle daño».
El primer uso conocido de la palabra data de 1863, cuando en una carta al editor publicada en The New York Times el 11 de enero lo utiliza el escritor Charles Astor Bristed para referirse a las afirmaciones de que los aristócratas británicos estaban debilitando intencionalmente a los Estados Unidos durante la guerra civil estadounidense para promover sus intereses financieros.
Uno de los primeros usos registrados de la expresión «teoría conspirativa» data de 1909. El término ingresó en un suplemento del Oxford English Dictionary, a principios de 1997.
La definición misma del término «teoría de conspiración» es algo controvertido y diversos autores usan diversas definiciones:

No intento responder al desafío de Pigden, porque estoy de acuerdo con lo que implica. No creo que sea posible una definición o interpretación del término que se ajuste a los requisitos. Analizo varios intentos de definir la frase y, en última instancia, ofrezco mi propia sugerencia para una definición (que está fuertemente influenciada por Pigden y David Coady). Este es, al menos a grandes rasgos, el sentido de “teoría de la conspiración” que tengo en mente cuando, a lo largo de este libro, sostengo, en esencia, que Pigden tiene razón al rechazar la “sabiduría convencional” respecto de las teorías de la conspiración. (...) Comienzo con una crítica de dos definiciones propuestas: una definición de “partes constituyentes” simple y altamente inclusiva preferida por varios filósofos que (como yo) nos inclinamos a defender las teorías de la conspiración como potencialmente verdaderas e importantes, y también una definición de petición de principio preferida por algunos críticos desdeñosos. Luego exploro las dificultades con algunas definiciones descriptivas aparentemente inocuas.
Kurtis Hagen. Conspiracy Theories and the Failure of Intellectual Critique. Ann Arbor, 2022. pp. 15 y 16

En un ensayo de Daniel Pipes (según él, «adaptado de un estudio preparado para la CIA»), se intenta identificar las creencias que distinguen la mentalidad conspirativa de patrones más convencionales de pensamiento:
- las apariencias engañan;
- las conspiraciones conducen la Historia;
- nada es al azar;
- el enemigo siempre gana;
- poder, fama, dinero y sexo dan cuenta de todo.[57]

### Uso peyorativo del término
El término «teoría conspirativa» es usado por académicos establecidos y en cultura popular para identificar un tipo de folclore similar al de una leyenda urbana, especialmente un relato explicativo que se construye con fallos metodológicos particulares. El término también se usa peyorativamente para desestimar aseveraciones que se consideran mal concebidas, paranoicas, sin fundamento, extravagantes, irracionales o no merecedoras de consideración seria. Por ejemplo, los términos «chiflado conspirativo» y «teorizador conspirativo» se usan en ocasiones peyorativamente. Algunos de los que mantienen teorías o especulaciones que son tildadas de «teorías conspirativas» rechazan el término por prejuicioso.
El hecho de que una aseveración conspirativa particular pueda tildarse de teoría conspirativa de forma imparcial o neutral genera controversia. La teoría conspirativa se ha vuelto un término de alta carga política, y la fuerte crítica de los «teorizadores conspirativos» por parte de académicos, políticos, psicólogos y medios de comunicación supera las líneas políticas tradicionales de derecha e izquierda.[cita requerida]
El uso peyorativo del término «teoría de conspiración» ha sido criticado por algunos intelectuales. Entre ellos el filósofo Kurtis Hagen, el filósofo Charles R. Pigden, el filósofo Lee Basham, el historiador Michael Parenti, Stephen Gowans, el filósofo David Coady y el filósofo M R. X. Dentith. Dentith presentó su tesis doctoral titulada In defence of conspiracy theories (En defensa de las teorías de conspiración) en la Universidad de Auckland (Nueva Zelanda) en 2012. En ella dice:

Sin embargo, definir las teorías de la conspiración de manera peyorativa corre el riesgo de nublar el debate. A menos que entendamos por qué ciertas explicaciones conspirativas son injustificadas, entonces todo esto de descartar algunas explicaciones conspirativas como prima facie sospechosas parece favoritismo.
M. R. X. Dentith, In defence of conspiracy theories. (tesis doctoral). Universidad de Auckland. 2012. p. 54

Otra crítica dice:

Diversas voces desde la filosofía (Coady, 2012; Dentith, 2014) o la sociología (Husting y Orr, 2007) han criticado el uso efectivo del mismo como una herramienta con la que se expulsan de la conversación ciertas posiciones, deslegitimándolas en una estrategia metadiscursiva que elude así tener que abordar seriamente su contenido y las críticas plausibles que pueden estar entreveradas en él. Chomsky (2004) considera el término como una suerte de exabrupto académico, más próximo al insulto que a la argumentación racional, pero desde una posición de pretendida superioridad racional. Al asumir la irracionalidad de quien defiende tales teorías, se desestima por innecesario cualquier esfuerzo de justificación racional para un rechazo cuya pertinencia se tiene por autoevidente.
Alejandro Romero Reche, Türkay Salim Nefes. «Racionalidad de las teorías conspirativas. Una aproximación desde Max Weber y Raymond Boudon». Revista CENTRA de Ciencias Sociales 1(2). Octubre 2022. DOI:10.54790/rccs.24. Páginas 2 y 3

### Opinión de Noam Chomsky
El académico estadounidense Noam Chomsky contrasta la teoría conspirativa como más o menos lo opuesto al análisis institucional, el cual se enfoca sobre todo en el comportamiento público a largo plazo de instituciones conocidas públicamente, según se registra, por ejemplo, en documentos académicos o reportes de medios de comunicación, en lugar de coaliciones secretas de individuos.
Sin embargo, en relación con el término «teoría de conspiración» dijo:

Si estás en un bar de un barrio pobre y dices algo que a la gente no le gusta, te darán un puñetazo o te gritarán palabras de cuatro letras. Si estás en un club universitario o en una oficina editorial, donde eres más educado, hay una colección de frases que puedes usar y que son el equivalente intelectual de palabras de cuatro letras y rabietas. Una de ellas es la “teoría de la conspiración”, otra es “marxista”, otra es la “equivalencia moral”; de hecho, es una serie de malas palabras sin ningún significado, que son utilizadas por personas que saben que no pueden responder a argumentos, y que no pueden lidiar con las pruebas. Pero cuando quieren hacerte callar, tienen que hacer más o menos lo mismo que gritar palabras de cuatro letras. ¿Qué significa decir que es una “teoría de la conspiración” decir que los principales planificadores estadounidenses desarrollaron planes que se pueden ver en el registro documental y los llevaron a cabo, que se puede ver en el registro histórico? No es una teoría de la conspiración.
Noam Chomsky entrevistado por Kirk W. Johnson. «On Historical Amnesia, Foreign Policy, and Iraq.» American Amnesia. 17 febrero 2004.

### Presunto origen de la CIA
El término «teoría de conspiración» es en sí mismo objeto de una teoría de conspiración, que postula que el término fue popularizado por la CIA para desacreditar a los creyentes conspirativos, en particular a los críticos de la Comisión Warren, convirtiéndolos en blanco de burla. En su libro de 2013 Conspiracy Theory in America, el politólogo Lance deHaven-Smith escribió que el término entró en el lenguaje cotidiano en Estados Unidos después de 1964, año en el que la Comisión Warren publicó sus conclusiones sobre el asesinato de John F. Kennedy, con el periódico The New York Times publicando cinco artículos ese año usando el término.
Michael Butter, profesor de Historia Literaria y Cultural Estadounidense de la Universidad de Tubinga, analizó si la CIA fue responsable de popularizar el término "teoría de la conspiración". Butter escribió en 2020 que el documento de la CIA sobre la crítica al Informe Warren, que los defensores de la teoría utilizan como prueba de la motivación e intención de la CIA, no contiene la frase "teoría de la conspiración" en singular, y solo la utiliza una vez, en la frase: "Las teorías de la conspiración han suscitado sospechas con frecuencia sobre nuestra organización, por ejemplo, al alegar falsamente que Lee Harvey Oswald trabajaba para nosotros".
Por otra parte, Daniel Pipes reconoce que algún informe lo hizo por encargo de la CIA:

Como autor de muchos artículos y dos libros acerca de las teorías conspiratorias, he estudiado exhaustivamente estas lunáticas tentativas de comprender la realidad. Esta vez tuve el dudoso privilegio de hacerlo desde dentro. En respuesta, recuerdo dos recomendaciones de mi informe de 1992, encargado por la CIA, sugiriendo modos de tratar las teorías conspiratorias al gobierno norteamericano.
Daniel Pipes. «Las viñetas danesas y yo»

## Evaluación de la validez de teorías conspirativas
Tal vez el aspecto más discutible es el problema de decidir la veracidad de una teoría conspirativa en particular al punto de satisfacer tanto a sus seguidores como a sus opositores. Las acusaciones particulares de conspiración varían ampliamente en su verosimilitud, pero pueden aplicarse algunos estándares comunes para evaluar el valor de verdad probable en cada caso particular:
- Navaja de Ockham: ¿es el relato alternativo más, o menos, probable que el relato establecido?
- Metodología: ¿están bien construidas las pruebas ofrecidas a favor del argumento, es decir, usando una metodología contundente? ¿Hay algún estándar claro para determinar qué evidencia probaría o refutaría la teoría?
- Delatores: ¿cuántas personas (y de qué tipo) deben ser conspiradores leales?

Algunas de estas pruebas pueden tener lados negativos también. Por ejemplo, una aplicación excesiva de la «navaja de Occam» puede llevar a la aceptación de visiones de la historia «sobresimplificadas».
También, como ejemplo de los «delatores», puede argumentarse en contra de la teoría de que «el cáncer es un hongo fácilmente curable» que «sería necesario mantener bajo control las investigaciones de un número demasiado elevado de médicos y oncólogos, por lo que tarde o temprano alguno de ellos revelaría la verdad».
A menudo se objeta la aserción de que la no existencia de conspiración alguna se demuestra con la falta de filtraciones o delatores. Dado el éxito del gobierno estadounidense en hacer que miles de personas mantuvieran la Operación MK Ultra en secreto (y así asegurar que no pudiera publicarse ninguna historia confiable de la Segunda Guerra Mundial hasta la década de 1970), es obvio que esto no es un indicador fiable. Además, la existencia de delatores no se suele exigir en teorías conspirativas oficiales. Tampoco hubo casi delatores en conspiraciones tales como el Holocausto o los desaparecidos del Proceso de Reorganización Nacional.

### Artículo de David Robert Grimes
David Robert Grimes publicó un artículo titulado «On the Viability of Conspiratorial Beliefs» («Sobre la viabilidad de las creencias conspiratorias») donde usa un modelo matemático para calcular cuánto tiempo puede permanecer secreta una conspiración. Varios han señalado que su artículo tiene notables fallos y rechazan sus conclusiones. Un sacerdote citó el artículo de Grimes para demostrar que la resurrección de Jesucristo ocurrió realmente.

## Conspiraciones verificadas
- La Ojrana (policía secreta del Imperio ruso) fomentó el antisemitismo presentando Los protocolos de los sabios de Sion como texto auténtico.[80]
- El asesinato de León Trotski en México, ejecutado por Ramón Mercader, un agente español de la NKVD soviética.[81]
- ODESSA (del alemán Organisation der ehemaligen SS-Angehörigen, Organización de Antiguos Miembros de la SS) fue una presunta red de colaboración secreta desarrollada por grupos nazis para ayudar a escapar a miembros de la SS desde Alemania a otros países donde estuviesen a salvo, particularmente a Latinoamérica. La organización fue utilizada por el novelista Frederick Forsyth en su obra de 1972 El expediente Odessa, basada en hechos reales, lo que le dio una gran repercusión mediática. Por otro lado, el mayor investigador, perseguidor y encargado de informar sobre la existencia y misión de esta organización fue Simon Wiesenthal, un judío austríaco superviviente al Holocausto, quien se dedicó a localizar exnazis para llevarlos a juicio. La historiadora Gitta Sereny escribió en su libro Into That Darkness (1974), basado en entrevistas con el excomandante del campo de exterminio de Treblinka, Franz Stangl, que ODESSA nunca existió. Escribió: «Los fiscales en la Autoridad Central de Ludwigsburg para la investigación de crímenes nazis, que sabían precisamente cómo han sido financiada en la postguerra las vidas de ciertos individuos actualmente en Sudamérica, han buscado entre miles de documentos desde el principio hasta el final, pero afirman que son totalmente incapaces de autentificar la existencia de ‘Odessa’. No es que esto importe: ciertamente existieron varios tipos de organizaciones de ayuda a los nazis después de la guerra — habría sido sorprendente que no las hubiese habido».[82]
- El proyecto MK Ultra —a veces también conocido como programa de control mental de la CIA— fue el nombre en clave dado a un programa secreto e ilegal diseñado y ejecutado por la Agencia Central de Inteligencia (CIA) de los Estados Unidos para la experimentación en seres humanos. Estos ensayos en humanos estaban destinados a identificar y desarrollar nuevas sustancias y procedimientos para utilizarlos en interrogatorios y torturas, con el fin de debilitar al individuo y forzarlo a confesar a partir de técnicas de control mental. Fue organizado por la División de Inteligencia Científica de la CIA en coordinación con el Cuerpo Químico de la Dirección de Operaciones Especiales del Ejército de Estados Unidos.[83]
- La CIA ha estado involucrada en varias operaciones de tráfico de drogas. Algunos de estos informes afirman que la evidencia del Congreso que indica que la CIA trabajó con grupos que se sabía que estaban involucrados en el tráfico de drogas, por lo que estos grupos se les proporcionó información útil y de apoyo material, a cambio de permitir que sus actividades criminales continuaran,[84] y de obstaculizar o impedir su arresto, acusación y encarcelamiento por las agencias policiales estadounidenses.[85]
- En la década de 1980, el gobierno de los Estados Unidos se vio envuelto en una conspiración para derrocar al gobierno nicaragüense, mediante la financiación, a través de la venta de armas a Irán y de drogas en las calles de los Estados Unidos, de una guerrilla contrarrevolucionaria. Estos hechos, conocidos como "Escándalo Irán-Contra" o "Irangate", implicaron a varios miembros de la administración de Ronald Reagan, incluido el presidente, y fueron, incluso, judicializados y juzgados, lo que demuestra su veracidad.

- La red ECHELON

## Teorías conspirativas populares

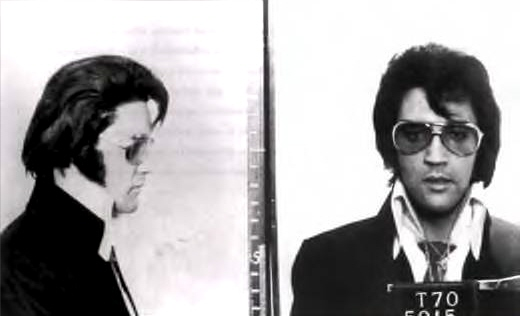
Hay quienes sostienen que Elvis Presley fingió su propia muerte y que ha sido visto luego del día de su fallecimiento, el 16 de agosto de 1977, en diversos lugares.

### Teorías conspirativas en la ficción
Dado su potencial dramático, las conspiraciones son un tema popular en novelas o películas de acción y ciencia ficción. Una historia compleja se rearregla como obra moral en la que gente malvada produce acontecimientos malos y gente buena identifica a aquellas personas y las vence. Estas teorías conspirativas ficticias ofrecen narraciones claras e intuitivas en las cuales el complot de los conspiradores encaja estrechamente en las necesidades dramáticas del complot de la historia. Como se mencionó anteriormente, el aspecto cui bono de las teorías conspirativas semeja un elemento de historias de misterio: la búsqueda de un posible motivo escondido.
- Dr. Strangelove es una comedia de 1964 sobre la incredulidad hacia el conflicto nuclear moderno. El fin del mundo se precipita por los engaños del general Jack D. Ripper, quien está al mando de un ala aérea nuclear del Mando Aéreo Estratégico. El general Ripper cree que hay una conspiración comunista que amenaza con «minar y purificar» los «preciosos fluidos corporales» de los estadounidenses con agua fluorada.
- Conspiracy Theory es una película de suspense de 1997 sobre un taxista (interpretado por Mel Gibson) que publica un boletín de noticias en el que discute lo que él sospecha ser conspiraciones del gobierno, resultando que una de ellas es cierta (posiblemente inspirada en el proyecto MK ultra).
- The X-Files es una popular serie de televisión emitida durante la década de 1990 y los primeros años de la década de 2000, la cual presenta las investigaciones de dos agentes del FBI, Fox Mulder y Dana Scully, quienes son en ocasiones ayudados por un grupo de teorizadores conspirativos conocidos como Los pistoleros solitarios. Muchos de los episodios tratan de un complot de colonización extraterrestre supervisada por elementos como el Gobierno de Estados Unidos, liderados por un individuo conocido como El Fumador y un todavía más misterioso «Sindicato». El famoso eslogan de la serie, «la verdad está ahí afuera», puede interpretarse como referencia a la naturaleza psicológica de búsqueda de significado discutida abajo.
- La novela de Umberto Eco El péndulo de Foucault es una amplia y embrollada sátira sobre el conspiracionismo en la que los personajes intentan construir una conspiración que abarca todo, comenzando con los templarios e incluyendo a los bávaros Illuminati, los Rosacruces, los entusiastas de la Tierra hueca, los cátaros e incluso los jesuitas.
- También de Umberto Eco, la novela El cementerio de Praga trata de las orígenes de Los protocolos de los sabios de Sion y de sus consecuencias.
- El código Da Vinci es una novela de Dan Brown que explora un tema similar, sin la sátira, con la religión como foco: una conspiración de la Iglesia católica ha intentado encubrir la «verdadera» historia de Jesús.
- En Bones, serie de la cadena estadounidense Fox, el personaje de Jack Hodgins muestra en repetidas ocasiones ser seguidor de la teoría conspirativa.
- En la serie de cómic The Men in Black, creada por Lowell Cunningham y Sandy Carruthiers, que serviría de base a la famosa franquicia cinematográfica, se afirma que los agentes del MIB no solo combaten contra todo tipo de seres extraños, sino que, además, gobiernan el mundo de forma secreta, siendo todos los gobiernos mundiales una fantasía. En la posterior adaptación cinematográfica de esta serie, dado el tono de comedia ligera que se le imprimió, esta idea se cambió, pasado el MIB, a ser un departamento secreto del gobierno de EE. UU.
- En el episodio "El ordenador que acabó con Homer", perteneciente a la duodécima temporada de la sitcom estadounidense Los Simpson, Homer Simpson crea una página web a través de la que comienza a difundir bulos, teorías conspirativas y chismes deliberadamente falsos con el fin de atraer visitas, resultando que, al final, uno de los bulos acaba siendo cierto. El episodio, además, parodia elementos de la película Conspiracy Theory así como de la serie de televisión El prisionero, ambas basadas en teorías de conspiración.
- La película cómica mockumental Operación Luna creada y distribuida por el canal ARTE como sátira contra las propias teorías conspirativas y broma de April Fools, tiene su base en una supuesta y delirante conspiración que trataría de ocultar la falsedad del viaje lunar del Apolo XI por parte del gobierno de Estados Unidos. La película muestra la supuesta conspiración de forma humorística y satírica, mezclando ideas delirantes y absurdas con (falsos) testimonios de los implicados en dicho acontecimiento.

Igualmente, se han sugerido teorías conspirativas o hipótesis de conspiración en pos de develar el enigma de la anónima identidad del homicida en serie Jack el Destripador. La más difundida de estas se debió al escritor inglés Stephen Knight, y fue postulada en el ensayo Jack the Ripper. The final solution, que vio la luz pública en 1976. Aquí se propugnó que el cirujano de la Corona, William Gull, fungió de ejecutor, secundado por un elenco de masones prominentes. En dicha versión, las prostitutas víctimas del verdugo serial habrían chantajeado a la monarquía, amenazando divulgar que (como fruto de los amoríos entre una plebeya y el príncipe Albert Víctor) había nacido una niña bastarda con derechos al trono británico. Al médico imperial se le habría encargado asustar a las chantajistas, pero no asesinarlas. No obstante, un exceso de celo, aunado al brote de una enfermedad mental, terminó convirtiendo al insigne galeno en el monstruo que la posteridad conoce con el mote de Jack the Ripper. Tal constituye, en síntesis, la denominada: "teoría de la conspiración monárquico-masónica".

## Uso de Karl Popper del término «teoría conspirativa»
En su trabajo de dos volúmenes «Las sociedades abiertas y sus enemigos, 1938-1943», Karl Popper usa la expresión «teorías de conspiración». Argumenta que el totalitarismo del siglo XX estuvo fundado en tales teorías, que recurrían a complots imaginarios conducidos por escenarios paranoicos predicados en el tribalismo o el racismo. No argumenta contra la existencia de conspiraciones cotidianas, como se sugiere incorrectamente en mucha de la literatura posterior. Incluso, usa el término «conspiración» para describir la actividad política ordinaria en la Atenas clásica de Platón, quien es el principal objetivo de ataque en la obra. También escribe: «No deseo dar a entender que las conspiraciones nunca ocurren. Al contrario, son fenómenos sociales típicos».

### Falsabilidad
Popper propone la expresión «teoría conspirativa de la sociedad» para criticar la metodología de los que considera engañados por el «historicismo» (la reducción de la historia a una evidente e ingenua distorsión a través de un análisis crudamente formulado, predicado en una agenda repleta de suposiciones insensatas).
Karl Popper argumenta que la ciencia se escribe como un conjunto de hipótesis falsables; aquellas teorías y aseveraciones que no admiten ninguna posibilidad de falsación son consideradas metafísicas o no científicas. Críticos de teorías conspirativas argumentan en ocasiones que muchas de ellas no son falsables y por ello no pueden ser científicas. Esta acusación es a menudo correcta, y es consecuencia de la estructura lógica de ciertas clases de teorías conspirativas. Estas toman la forma de aserciones existenciales, alegando la existencia de alguna acción u objeto sin especificar el sitio o momento en el que puede observarse. La falta de observación del fenómeno es el resultado de buscar en el lugar equivocado (esto es, de haber sido engañado por la conspiración), lo cual hace imposible cualquier demostración de que la conspiración no existe.
Sin embargo, el uso de la falsabilidad como criterio para distinguir entre ciencia y no ciencia ha sido criticado por un buen número de académicos. Entre ellos destacan los una vez estudiantes de Popper: Thomas Kuhn, Paul Feyerabend e Imre Lakatos, que argumentan que ninguna teoría es falsable en el sentido de Popper, y que como consecuencia Popper representa erróneamente el proceso real de descubrimiento científico.

## Conspiracionismo
Las teorías conspirativas a menudo no se toman seriamente debido a que muchas de ellas, casi por definición, carecen de evidencia verificable. Esto lleva a la pregunta de qué mecanismos podrían existir en la cultura popular que lleven a la invención y diseminación subsiguiente de teorías sin fundamento.
En búsqueda de respuestas a esta pregunta, la teoría conspirativa se ha vuelto un tema de interés para filósofos, sociólogos, psicólogos y expertos en folclore desde al menos la década de 1960, cuando el asesinato del presidente de Estados Unidos John F. Kennedy provocó una respuesta del público sin precedentes dirigida contra la versión oficial del caso según lo expuso el Reporte de la Comisión Warren. El informe de dicha comisión ha sido contradicho por el Comité Selecto de la Cámara sobre Asesinatos, establecido en 1976, que en su informe final concluye que el presidente John F. Kennedy fue probablemente asesinado como resultado de una conspiración. Así pues, resulta que, en este caso concreto, fueron los que rechazaron el informe de la Comisión Warren los que tenían razón.
Una visión del mundo que tiene como centro teorías conspirativas en el desarrollo de la historia se denomina en ocasiones como «conspiracionismo». El historiador Richard Hofstadter indicó el papel de la paranoia y el conspiracionismo a lo largo de la historia de Estados Unidos en su ensayo The Paranoid Style in American Politics, publicado en 1964. El clásico de Bernard Bailyn The Ideological Origins of the American Revolution (1967) hace notar que en Estados Unidos puede encontrarse un fenómeno similar durante el tiempo que precedió a la independencia estadounidense.
El término «conspiracionismo» fue popularizado por el académico Frank P. Mintz en la década de 1980. El trabajo académico en teorías conspirativas y conspiracionismo presenta un rango de hipótesis como base de estudio del género. Entre los principales académicos del conspiracionismo se encuentran: Richard Hofstadter, Karl Popper, Michael Barkun, Robert Alan Goldberg, Daniel Pipes, Mark Fenster, Frank P. Mintz, Carl Sagan, George Johnson y Gerald Posner.
De acuerdo con Mintz, el conspiracionismo denota «creencia en la primacía de conspiraciones en el desarrollo de la historia»:

El conspiracionismo satisface las necesidades de diversos grupos políticos y sociales en Estados Unidos y otras regiones. Identifica élites, las culpa por las catástrofes económicas y sociales, y asume que las cosas serán mejores una vez la acción popular las pueda remover de las posiciones de poder. Como tales, las teorías conspirativas no tipifican una época o ideología particular.
Frank P. Mintz

A lo largo de la historia humana, algunos líderes políticos y económicos «han sido» genuinamente la causa de enormes cantidades de muerte y miseria, y en algunas ocasiones se vieron involucrados en conspiraciones, al tiempo que ahora promueven teorías conspirativas sobre sus objetivos. Hitler y Stalin serían meramente los ejemplos más prominentes; ha habido numerosos más.
En algunos casos ha habido aseveraciones acusadas de ser teorías conspirativas que luego mostraron tener alguna base en los hechos (para ejemplos, ver abajo «Conspiraciones verificadas»).
La idea de que la historia misma está controlada por grandes y duraderas conspiraciones es desestimada por el historiador Bruce Cumings:

Pero si las conspiraciones existen, ellas raramente mueven la historia; producen una diferencia al margen de cuando en cuando pero con las consecuencias imprevistas de una lógica fuera del control de sus autores: y este es el error de la «teoría conspirativa». La historia se mueve por las amplias fuerzas y grandes estructuras de las colectividades humanas.

El término «conspiracionismo» se usa en el trabajo de Michael Kelly, Chip Berlet y Matthew N. Lyons.
De acuerdo con Berlet y Lyons, «El conspiracionismo es una forma narrativa particular de articular un chivo expiatorio, la cual enmarca enemigos satanizados como parte de un vasto e incisivo argumento contra el bien común, mientras que valora el chivo expiatorio como un héroe para la alarma resonante».

### Argumentos generales contra el conspiracionismo
Los argumentos contra el conspiracionismo no suelen dirigirse a demostrar que está siempre equivocado ni a analizar si es posible que acierte al menos algunas veces, sino a, supuestamente, analizar los mecanismos psicológicos por los que aparece. Esto, a juicio de algunos, quita legitimidad al mismo concepto de «conspiracionismo» y a los argumentos «contra el conspiracionismo».
Muchas personas tienden a responder a acontecimientos o situaciones que han tenido un impacto emocional en ellos tratando de darles sentido, típicamente en términos espirituales, morales, políticos o científicos. Acontecimientos que parecen resistirse a tales interpretaciones pueden provocar que el sujeto busque con más premura un significado, hasta que alcance uno que sea capaz de ofrecerle al sujeto inquisidor la satisfacción emocional requerida.
En otras ocasiones, el desarrollo de secuencias complejas de acontecimientos, tales como fenómenos políticos, son explicables, pero no en términos simples. Las teorías conspirativas son a menudo preferidas por las personas como modo de entender lo que está pasando a su alrededor sin tener que lidiar con las complejidades de la historia o interacción política.
Como historiador sociológico, Holger Herwig encontró, estudiando explicaciones alemanas para el origen de la Primera Guerra Mundial, que «aquellos acontecimientos que son más importantes son más difíciles de entender porque atraen la mayor atención de inventores de mitos y charlatanes».
Este proceso normal de búsqueda de una explicación satisfactoria podría desviarse por diversas influencias. Al nivel del individuo, las necesidades psicológicas apremiantes pueden influir el proceso de tal forma que algunas de nuestras herramientas mentales universales pueden imponer 'puntos ciegos' epistémicos. A nivel de grupo o sociológico, los factores históricos pueden realizar el proceso de asignar significados satisfactorios más o menos problemáticos.
Alternativamente, las teorías conspirativas pueden surgir cuando la evidencia disponible en el registro público no se corresponde con la versión común u oficial de los acontecimientos. En este sentido, las teorías conspirativas pueden servir en ocasiones para resaltar 'puntos ciegos' en las interpretaciones comunes u oficiales de los acontecimientos.

#### Orígenes psicológicos
De acuerdo con algunos psicólogos, una persona que cree en una teoría conspirativa tiende a creer en otras; una persona que no cree en una teoría conspirativa tiende a no creer en otra. Esto puede deberse a diferencias en la información en que se basan las partes para formular sus conclusiones.
Existen psicólogos que creen que la búsqueda de significado es común en el conspiracionismo y en el desarrollo de teorías conspirativas, y que puede ser suficientemente fuerte como para llevar ella sola a la primera formulación de la idea[cita requerida]. Una vez concebida, el sesgo de confirmación y la evasión de disonancia cognitiva pueden reforzar la creencia. En un contexto donde una teoría conspirativa se ha vuelto popular dentro de un grupo social, el reforzamiento comunal puede igualmente desempeñar un papel.
Investigaciones llevadas a cabo en la Universidad de Kent sugieren que las personas pueden ser influenciadas por teorías conspirativas sin ser conscientes de que sus actitudes han cambiado. Tras leer teorías conspirativas populares sobre la muerte de Diana de Gales, participantes en este estudio estimaron correctamente qué tanto las actitudes de sus pares habían cambiado, pero subestimaron significativamente qué tanto sus propias actitudes habían cambiado para volverse más a favor de las teorías conspirativas. Los autores concluyen que las teorías conspirativas pueden por tanto tener un 'poder escondido' para influir las creencias de las personas.
Psicólogos humanistas sostienen que, a pesar de que el conciliábulo detrás de la conspiración es casi siempre percibido como hostil, a menudo la idea de la teoría conspirativa tiene un elemento de tranquilidad para sus creyentes. Esto se debe, en parte, a que es más consolador pensar que las complicaciones y trastornos en los asuntos humanos son creados por los seres humanos mismos en lugar de por factores que escapan al control humano. La creencia en una conspiración es un dispositivo mental que el creyente usa para asegurar a sí mismo que ciertos hechos y circunstancias no son producto del azar, sino originados por una inteligencia humana. Si un conciliábulo está implicado en una secuencia de acontecimientos, siempre existe la esperanza, aunque débil, de ser capaz de interferir en los actos del grupo conspirador, o bien de unirse al grupo y ejercer un poco de ese mismo poder. Por último, la creencia en el poder de una conspiración es una afirmación implícita de la dignidad humana —una afirmación, a menudo inconsciente, pero necesaria, de que el hombre no es un ser totalmente indefenso, sino que es responsable, al menos en cierta medida, de su propio destino.

##### Proyección
Algunos historiadores han señalado el elemento de proyección psicológica en el conspiracionismo; es decir, la atribución a los supuestos «conspiradores» de características indeseables del ser. Richard Hofstadter, en su ensayo The Paranoid Style in American Politics, afirma que:

...es difícil resistirse a la conclusión de que este enemigo es en muchos aspectos la proyección del ser; los aspectos tanto ideales como inaceptables del ser se le atribuyen a él. El enemigo puede ser el intelectual cosmopolita, pero el paranoico lo excederá en el aparato de la erudición... el Ku Klux Klan imitó al catolicismo al punto de usar prendas sacerdotales, desarrollando un ritual elaborado y una jerarquía igualmente elaborada. La John Birch Society simula células comunistas y operación cuasi-secreta a través de grupos «frontales», y realiza una persecución sin piedad de la guerra ideológica a lo largo de líneas muy similares a las que encuentra en el enemigo comunista. Portavoces de varios «cruzados» anticomunistas fundamentalistas expresan abiertamente su admiración por la dedicación y disciplina que clama la causa comunista.
Richard Hofstadter

Hofstadter también notó que la «libertad sexual» es un vicio frecuentemente atribuido al grupo objetivo del conspiracionista, apreciando que «muy a menudo las fantasías de verdaderos creyentes revelan fuertes escapes sadomasoquistas, vivamente expresados, por ejemplo, en el deleite de antimasones con la crueldad de castigos masónicos».

##### ¿Sesgo epistémico?
Es posible que ciertos sesgos epistémicos humanos básicos se proyecten en el material bajo escrutinio. De acuerdo a un estudio, las personas aplican una regla general por medio de la cual esperan que un acontecimiento significativo tenga una causa significativa (esto puede reemplazarse por: la gente espera, para algo extraordinario, una explicación extraordinaria). El estudio ofreció a tres sujetos cuatro versiones de acontecimientos en los cuales un presidente extranjero (a) fue asesinado, (b) fue herido pero sobrevivió, (c) sobrevivió con heridas pero luego murió de un ataque cardíaco, y (d) salió ileso. Los sujetos tendieron en mayor medida a sospechar conspiración en los casos de los 'acontecimientos importantes' (en los que el presidente muere) en comparación a los otros casos a pesar de que toda la demás evidencia disponible para ellos fue la misma.
Otra regla epistémica general que puede aplicarse equívocamente a un misterio que involucra otras personas es cui bono («¿quién se beneficia?»). Esta sensibilidad a motivos ocultos de las demás personas podría ser un aspecto ya sea evolucionado o enculturado de la conciencia humana, pero, en cualquier caso, parece ser universal. Si el inquisidor carece de acceso a los hechos relevantes del caso, o si hay intereses estructurales más que motivos personales involucrados, este método de inquisición tenderá a producir un reporte falsamente conspirativo de un acontecimiento impersonal[cita requerida]. El corolario directo de este sesgo epistémico en culturas precientíficas es la tendencia a imaginar el mundo en términos de animismo. Objetos inanimados o sustancias de significancia para las personas reciben un carácter fetichista y se suponen abrigar espíritus malignos o benignos.
Lo contrario de cui bono, y una posición generalmente útil cuando está evaluándose una teoría conspirativa, es un corolario de la navaja de Occam. «Nunca atribuya a conspiración lo que puede deberse a incompetencia». Es decir, acontecimientos importantes tienen una mayor probabilidad de deberse a fallos o descuidos de una persona o grupo que a sus planes y esfuerzos.

##### Psicología clínica
Para individuos relativamente poco comunes, una compulsión obsesiva a creer, probar o repetir una teoría puede indicar una o más de varias enfermedades psicológicas bien comprendidas y otras hipotéticas: paranoia, negación, esquizofrenia, síndrome del mundo mezquino.

#### Orígenes sociopolíticos
Christopher Hitchens representa las teorías conspirativas como 'humos exhaustos de la democracia', el resultado ineludible de una gran cantidad de información circulante entre un gran número de personas. Otros autores sociales y sociólogos argumentan que las teorías conspirativas se producen de acuerdo a variables que pueden cambiar dentro de una sociedad democrática (o de otro tipo).
Reportes conspirativos pueden ser satisfactorios emocionalmente cuando ubican acontecimientos en un contexto moral entendible. El partidario de la teoría es capaz de asignar responsabilidad moral por un acontecimiento o situación emocionalmente perturbadora a un grupo de individuos claramente concebido. Crucialmente, tal grupo no incluye al creyente. El creyente puede entonces sentirse excusado de cualquier responsabilidad moral o política pues remediar cualquier falla institucional o social podría ser la fuente efectiva de la disonancia.
Donde un comportamiento responsable se previene por las condiciones sociales o simplemente va más allá de las habilidades de un individuo, la teoría conspirativa facilita la descarga emocional o duelo que requieren tales retos emocionales (según Erving Goffman).[cita requerida] Como los pánicos morales, las teorías conspirativas ocurren así más frecuentemente dentro de comunidades que están experimentando aislamiento social o pérdida de poder político.
Mark Fenster argumenta que «sólo porque teorías conspirativas de amplio espectro estén erradas no significa que estas no den con algo. Específicamente, dichas teorías se dirigen ideológicamente a inequidades estructurales reales y constituyen una respuesta a una sociedad civil fulminante y a la concentración de propiedad de los medios de producción que, juntos, dejan al sujeto político sin la habilidad de ser reconocido o de significar algo en el reino público».
Por ejemplo, la forma contemporánea de antisemitismo se identifica en la Enciclopedia Britannica de 1911 como una teoría conspirativa sirviendo al autoentendimiento de la aristocracia europea, cuyo poder social declinó con el ascenso de la sociedad burguesa.
A lo largo de la historia, el antisemitismo es prominente en las teorías conspirativas. De acuerdo con Kenneth S. Stern,

Históricamente, los judíos no se han llevado bien con las teorías conspirativas. Tales ideas alimentan el antisemitismo. Los mitos en que judíos mataron a Cristo, o envenaron pozos, o mataron niños cristianos para cocer matzo, o se inventaron el Holocausto, o traman el control del mundo, no se suceden unos a otros; en cambio, la lista de bulos antisemíticos se alarga. El movimiento de milicia hoy cree en la teoría conspirativa de los Protocolos, incluso si algunos la llaman de otra manera y nunca mencionan a los judíos. Desde la perspectiva de la historia, sabemos que este es el tipo de clima en que el antisemitismo puede crecer.

##### Desilusión
A finales del siglo XX, varios observadores notaron descensos en la participación electoral y en otras medidas centrales del compromiso social. Como ejemplo prominente, véase la tesis de Robert Putnam Bowling Alone. Quienes fueron más influenciados por este período, la llamada «generación X», se caracterizan por su cinismo hacia las instituciones y autoridades tradicionales, lo cual constituye un ejemplo del contexto de pérdida de poder político mencionado anteriormente.
En ese contexto, un individuo típico tenderá a estar más aislado de los tipos de redes de pares que confieren acceso a amplias fuentes de información, y puede desconfiar intuitivamente de cualquier aseveración hecha por ciertas personas, medios u otras instituciones autorizadas. Para algunos individuos, la consecuencia puede ser una tendencia a atribuir cualquier cosa negativa que ocurra a la autoridad de la que se desconfía. Por ejemplo, algunos atribuyen los atentados del 11 de septiembre de 2001 a una conspiración que involucra al gobierno de Estados Unidos (o políticos desaprobados) en lugar de o junto con terroristas islámicos asociados con Al Qaeda (véase conspiraciones del 11-S). Tales cargos pueden también colorearse con motivación política. Se hicieron cargos similares (en algunos círculos) según los cuales la administración de Franklin D. Roosevelt del gobierno de Estados Unidos fue de alguna manera culpable del ataque a Pearl Harbor en 1941.

##### El «teorema de la racionalidad»
Otra crítica de las teorías conspirativas es que se basan en cierta visión del mundo que puede o no ser correcta. Graham Allison, politólogo, desarrolló este argumento en su libro, Essence of Decision, y lo llamó informalmente el «teorema de la racionalidad».
Básicamente, Allison argumentó:
- Muchas teorías (incluyendo teorías conspirativas) se basan en el supuesto de expectativas racionales. Bajo este supuesto, los acontecimientos y decisiones se explican con las respuestas racionales de grupos e individuos.
- Sin embargo, grupos e individuos no siempre actúan de manera racional.
- Usando un pensamiento racional, los individuos toman automáticamente un enfoque de «caja negra» hacia los problemas, lo que significa que se concentran en los datos que estaban disponibles y en los resultados pero fallan en no considerar otros factores tales como burocracia, malentendidos, desacuerdos, etc.
- El pensamiento racional viola en general la ley científica de falsabilidad, pues, de acuerdo con el teorema de la racionalidad, no hay acontecimiento o grupo de acontecimiento que no puedan explicarse de una manera racional y decidida.

Aunque Allison estudió principalmente la crisis de los misiles de Cuba, en esencia ilustró el teorema de la racionalidad haciendo referencia al ataque a Pearl Harbor, específicamente la teoría de que las autoridades estadounidenses permitieron intencionalmente que comenzara el ataque.
Allison argumentó que, para que esta teoría conspirativa específica se cumpliese, los análisis primero tenían que suponer que los oficiales actuaron de una manera racional y que tuvieron completo acceso a toda la información que indicaba que el ataque era inminente.
Sin embargo, al examinar evidencias internas adicionales, Allison argumentó que, mientras desde una perspectiva de caja negra, Estados Unidos tenía suficientes evidencias del ataque a Pearl Harbor, una combinación de burocracia y malentendidos fue la razón real de por qué sucedió el ataque. Por ejemplo, Allison notó que evidencias del ataque venidero estaban dispersas en diferentes departamentos gubernamentales, y no se combinó inmediatamente para crear una imagen entera. Similarmente, algunas autoridades interpretaron erróneamente los datos disponibles: el 7 de diciembre de 1941 la base en Pearl Harbor estaba de hecho en alerta, pero la alerta era por posible sabotaje japonés, no por un ataque aéreo general.

##### Tropos de los medios
Comentaristas de los medios notan regularmente una tendencia en los medios de noticias y de cultura popular a entender acontecimientos a través del prisma de agentes individuales, en contraposición a reportes estructurales o institucionales más complejos. Si esta es una observación correcta, puede esperarse que la audiencia que demanda y consume este énfasis sea más receptiva a informes personalizados y dramáticos de fenómenos sociales.
Un segundo tropo de los medios, tal vez relacionado, es el esfuerzo por destinar responsabilidades individuales a acontecimientos negativos. Los medios tienden a comenzar a buscar culpables si un acontecimiento es de tal importancia que no deja de estar al orden del día durante varios días. En esta misma línea, se ha dicho que el concepto de accidente puro ya no se permite en un artículo de noticias. Nuevamente, si esta es una observación correcta, esta puede reflejar un cambio real en cómo el consumidor de medios percibe los acontecimientos negativos.

## Controversia
Aparte de las controversias sobre los méritos de aseveraciones conspirativas particulares y de las diversas opiniones académicas discrepantes, la categoría general de teoría conspirativa es en sí misma una materia controvertida.
El término «teoría conspirativa» está considerado por diferentes observadores como una descripción neutral de una aseveración conspirativa, un término peyorativo usado para desestimar tal aseveración sin más examen, y un término que puede acogerse positivamente por los proponentes de tal aseveración.
Algunos usan el término para argumentos que pueden no creer completamente pero que consideran radicales y emocionantes. El significado del término más ampliamente aceptado es el que se comparte en el uso en cultura popular y en el académico, que, de hecho, tiene implicaciones negativas para el valor de verdad probable de un relato.
Dado este entendimiento popular del término, es concebible que este pueda ser usado ilegítima e inapropiadamente como medio de desestimación de lo que de hecho son acusaciones sustanciales y bien evidenciadas. La legitimidad de cada uno de tales usos será por tanto un asunto de controversia. Observadores desinteresados compararán los rasgos de una alegación con los de la categoría mencionada anteriormente, para efectos de determinar si un uso dado es legítimo o perjudicial. En relación con esto, Michael Parenti ha usado el término conspirafobia (conspiracy phobia). Este autor, asimismo, en uno de sus artículos, llama a la CIA «una conspiración institucionalizada».
Ciertos proponentes de aseveraciones conspirativas y sus partidarios argumentan que el término es completamente ilegítimo y que debe considerarse precisamente tan manipulador políticamente como la práctica soviética de tratar disidentes políticos como dementes clínicos. Críticos de esta visión afirman que el argumento tiene poco peso y que la afirmación misma sirve para exponer la paranoia común entre los teorizadores conspirativos. Por otra parte, Daniel Pipes, uno de los que usan el término frecuentemente, incluso reconoce que algunos informes los hizo por encargo de la CIA. Además, los críticos del conspiracionismo suelen mencionar solo las teorías conspirativas más ridículas sin mencionar las conspiraciones que están históricamente demostradas.
Algunos teóricos, como Charles Pigden, argumentan que la realidad de tales conspiraciones históricamente comprobadas debería prevenirnos contra cualquier rechazo apresurado de teorías conspirativas. Pigden, en su artículo «Conspiracy Theories and the Conventional Wisdom» («Teorías de conspiración y la sabiduría convencional») arguye que no solo ocurren conspiraciones, sino que cualquier miembro educado de la sociedad cree en varias de ellas; por tanto, todos somos, de hecho, teóricos de la conspiración, se reconozca o no:

Ahora bien, si una teoría de la conspiración es simplemente una teoría que postula una conspiración, entonces toda persona política e históricamente alfabetizada es un gran teórico de la conspiración, ya que cada una de esas personas suscribe una amplia gama de teorías de la conspiración. Es decir, las personas históricamente alfabetizadas creen en conjuntos organizados de proposiciones que explican supuestos hechos planteando conspiraciones. Porque hay muchos hechos que no admiten explicación no conspirativa y muchas teorías de conspiración que están lo suficientemente bien establecidas como para ser consideradas conocimiento.
Es difícil, si no imposible, dar un golpe de estado sin conspirar, un punto que es evidente para todos. Por lo tanto, cualquiera que crea que existen golpes de estado debe suscribirse a un conjunto de teorías de conspiración, por vagas que sean.
Charles Pigden. «Conspiracy Theories and the Conventional Wisdom» pp. 5 y 6

En cualquier caso, vale la pena considerar que el mismo término «conspiración» es muy anterior al término «teoría conspirativa», y está muy bien caracterizado en la historia, el derecho penal, las leyes penales y las sentencias de los tribunales. Esto ilustra el hecho de que la conspiración es y ha sido desde antaño un comportamiento humano muy real y muy frecuente, mientras que la legitimidad del muy reciente concepto de «teoría conspirativa» continúa abierta al debate.
En el derecho penal está bien caracterizado el concepto de «conspiración», aparte del hecho de que muchas personas han sido condenadas por los tribunales por tal motivo. El actual Código Penal de España, de 1995, en su artículo 17.1 dice: «La conspiración existe cuando dos o más personas se conciertan para la ejecución de un delito y resuelven ejecutarlo». Los anteriores códigos penales españoles también definían y castigaban la conspiración. En la legislación penal de otros países también se castiga la conspiración.
El término «teoría conspirativa» es en sí mismo el objeto de un tipo de teoría conspirativa que argumenta que quienes usan el término están manipulando a la audiencia para desestimar el tema en discusión, ya sea en un intento deliberado de ocultar la verdad o como engaño para conspiradores más pausados.[cita requerida]
Cuando se ofrecen teorías conspirativas como aseveraciones oficiales (por ejemplo, proviniendo de una autoridad gubernamental, tal como una agencia de inteligencia), estas no se consideran usualmente como teorías conspirativas. Por ejemplo, ciertas actividades del Comité de Actividades Antiestadounidenses de la Cámara de Representantes de los Estados Unidos pueden considerarse como un intento oficial de promover una teoría conspirativa, aunque sus aseveraciones son raramente referidas como tales. Se ha llegado a decir: «¿Cuándo una teoría conspirativa no es una teoría conspirativa? Cuando es tu propia teoría». Se ha señalado que muchas veces las versiones oficiales son también teorías conspirativas aunque no se reconozcan como tales. A tal efecto, se ha acuñado la expresión «teoría conspirativa oficial».
Surgen más dificultades de la ambigüedad del término teoría. En el uso popular, este término se usa a menudo para referirse a especulaciones sin fundamento o con bases débiles, lo que lleva a la idea de que «no es una teoría conspirativa si es de hecho cierta».
Por otra parte, el uso del concepto peyorativo de «teoría conspirativa» supone una preocupación exclusiva o preponderante por los «falsos positivos» (creer en una conspiración que no existe) sin prestar atención a la posibilidad de un «falso negativo» (negar una conspiración que sí existe). Los que se ocupan del fenómeno del conspiracionismo no se preocupan de si dichas teorías aciertan a veces o no.

### Generalismo y particularismo
En relación con esta controversia sobre las teorías de conspiración, algunos intelectuales han acuñado las palabras «generalismo» y «particularismo»:

Sin embargo, cuando se trata de definir lo que se considera una “teoría de la conspiración”, encontramos que hay dos definiciones que compiten en la literatura. Se añade que normalmente son teorías injustificadas, y esto se debe a que la creencia en la existencia de las conspiraciones que plantean es sospechosa por razones epistemológicas o psicológicas. La otra definición postula que son meras teorías sobre conspiraciones y, por tanto, deben juzgarse en función de la evidencia.
El argumento que dice que tenemos una sospecha justificada y prima facie de las teorías de la conspiración se conoce en la literatura filosófica como "generalismo", y ha habido un descontento creciente de los filósofos con ese enfoque de la teoría de conspiración. Han argumentado que no podemos descartar de plano las teorías de la conspiración simplemente porque son teorías de la conspiración. Más bien, han argumentado que deberíamos evaluar teorías de conspiración particulares según la naturaleza de la evidencia a favor o en contra de ellas. Esto se conoce como “particularismo”.
M R. X. Dentith. «Debunking conspiracy theories». Synthese 198 (10):9897-9911 (2021)

A la luz del hecho de que algunas teorías de la conspiración resultan ser ciertas, varios filósofos han adoptado la posición de que cada teoría de la conspiración debe juzgarse por sus propios méritos particulares, una posición que se ha denominado “particularismo”. Esta visión, que puede parecer obvia tan pronto como se piensa en ella, se ha convertido en la posición dominante en la literatura filosófica sobre las teorías de la conspiración.
Hagen, Kurtis (2018). Conspiracy Theory: A Philosophical Defense (en inglés). Fomite. p. 7. ISBN 978-1944388638.

### Literatura conspiracionista
- Los protocolos de los sabios de Sion
- Oriana Fallaci. La rabbia e l'orgoglio, 2001 (La rabia y el orgullo, Madrid, La Esfera de los Libros, 2002).
- Cuello Contreras, Joaquín. Conspiración para cometer el delito: Interpretación del Art. 4, i d. Barcelona. 1978. Editorial Bosch, S.A. ISBN 978-84-7162-712-4
- Orts Berenguer, Enrique. González Cussac, José Luis. Compendio de derecho penal: (parte general). Barcelona. 2008. Librería Tirant lo Blanch, S.L. ISBN 978-84-9876-344-7
- Dentith, Matthew R. X. (Redactor) (2018). Taking Conspiracy Theories Seriously (en inglés). Rowman & Littlefield Publishers. ISBN 978-1786608284.
- Balsiger, David W. and Charles E. Sellier, Jr (1977). The Lincoln Conspiracy. Los Angeles: Schick Sun Classic Books. ISBN 1-56849-531-5
- Bryan, Gerald B.; Talita Paolini, Kenneth Paolini (2000) [1940]. Psychic Dictatorship in America. Paolini International LLC. ISBN 0-9666213-1-X.
- Cooper, Milton William (1991). Behold a Pale Horse. Light Technology Publications. ISBN 0-929385-22-5.
- Icke, David (2004). And the Truth Shall Set You Free: The 21st Century Edition. Bridge of Love. ISBN 0-9538810-5-9.
- Levenda, Peter (2005). Sinister Forces: Trilogy. Trine Day. ISBN 0-9752906-2-2.
- Marrs, Texe (1996). Project L.U.C.I.D.: The Beast 666 Universal Human Control System. Living Truth Publishers. ISBN 1-884302-02-5.
- Tudge, Robin, and James McConnachie (2005). The Rough Guide to Conspiracy Theories. London: Rough Guides. ISBN 1-84353-445-2
- Michel Bounan, Logique du terrorisme, Allia, Paris, 2003.
- Pelley, William Dudley (1950). Star Guests: Design for Mortality. Noblesville, Indiana: Soulcraft Press.
- Robertson, Pat (1992). The New World Order. W Publishing Group. ISBN 0-8499-3394-3.
- Wilson, Robert Anton (2002). TSOG: The Thing That Ate the Constitution, Tempe, AZ: New Falcon Publications. ISBN 1-56184-169-2
- Yallop, David A. (1984). In God's Name: An Investigation into the Murder of Pope John Paul I. New York: Bantam Dell Publishing Group. ISBN 0-553-05073-7
- York, Byron (2005). The Vast Left Wing Conspiracy: The Untold Story of How Democratic Operatives, Eccentric Billionaires, Liberal Activists, and Assorted Celebrities Tried to Bring Down a President: and Why They'll Try Even Harder Next Time. New York: Crown Forum. ISBN 1-4000-8238-2
- Conspiracies, Conspiracy Theories and the Secrets of 9/11, de Mathias Bröckers. Ve la conspiración como principio fundamental entre cooperación y competición. Propone una nueva ciencia de "conspirología".